# Разум

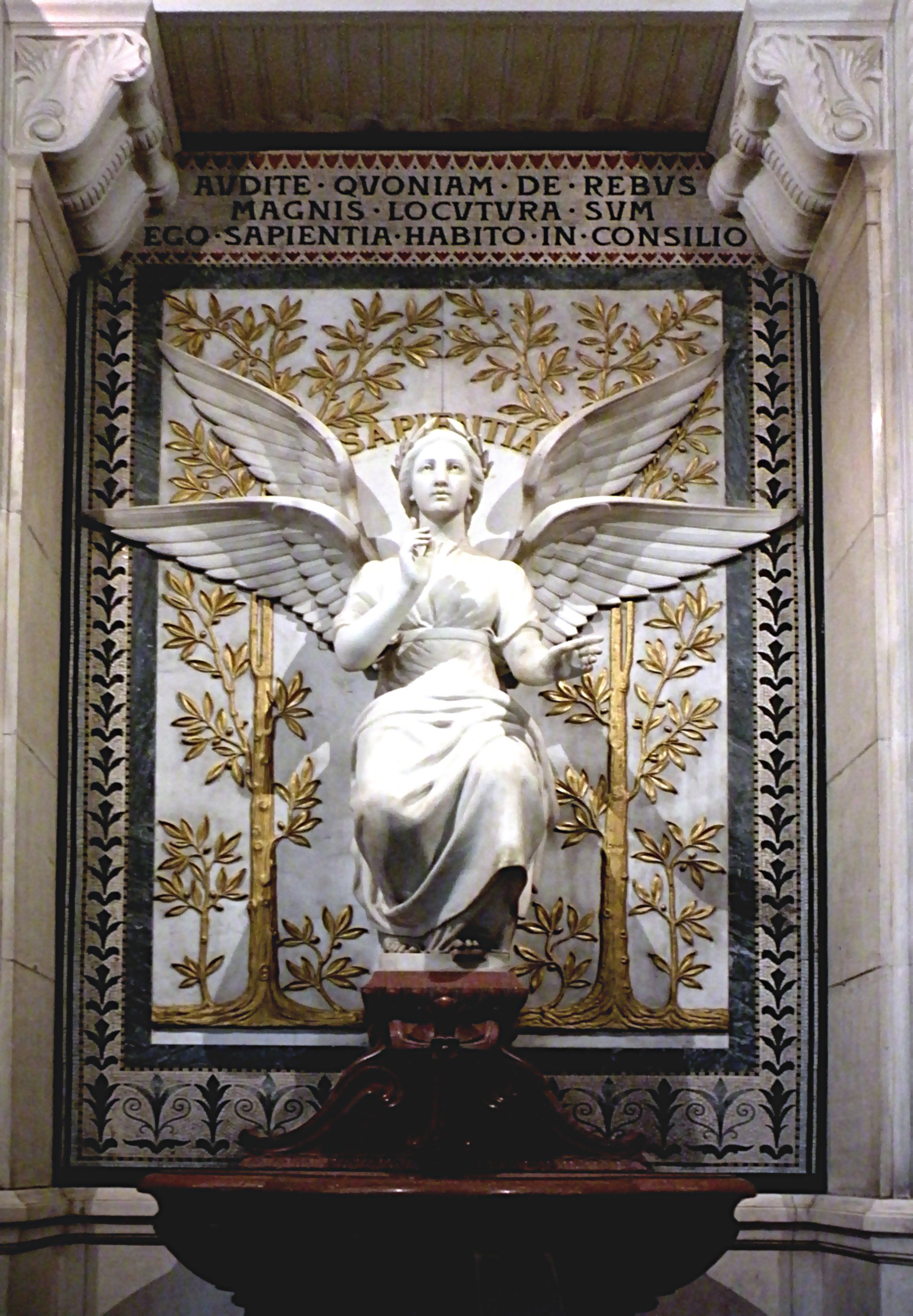
Аллегория Разума. Центральная фигура базилики Нотр-Дам-де-Фурвьер в Лионе

Ра́зум (лат. ratio), ум (греч. νους) — философская категория, выражающая высший тип мыслительной деятельности, способность мыслить всеобще, способность анализа, абстрагирования и обобщения.

## Этимология и близкие понятия
Из общеславянского *orzumъ, преф. производного от умъ.
По смыслу соответствует латинскому слову «intellectus» — понимание — качество психики, состоящее из способности приспосабливаться к новым ситуациям, способности к обучению на основе опыта, понимания и применения абстрактных концепций, использования своих знаний при взаимодействии с окружающей средой.
В синодальном переводе Библии словом «разум» (3Цар. 4:29; Иез. 28:4) переводят то, что на церковнославянский переведено как «смыслъ». Однако и в церковнославянском переводе Библии есть слово разум (2Кор. 3:4). В Слове о законе и благодати есть фразы: въ разумъ истинныи приведе и свѣтъ разума.
Латинское слово ratio также обозначает разряд, рассудок, рассуждение, расчёт, что служит иллюстрацией существовавшего некогда объединения понятий разума и рассудка. Но рассудок в современных представлениях не создаёт нового знания, а лишь систематизирует уже существующее.
«Дух (греч. πνευμα) — субстрат мышления и желания, способный покидать тело человека». В марксистской философии означает то же, что и сознание. Сознание — способность соотносить себя с миром, идеального воспроизведения действительности, хотя иногда употребляется как синоним разума, не производит непосредственно суждения и умозаключения.

## Разум в философии
Фома Аквинский в Сумме теологии (Ч1, в.79, р.9) не производил различия между разумом и умом (интеллектом) в человеке, однако интеллект он все же считал сущностью Бога, тогда как разум был направлен на постижение (cognitionem) временных вещей.
Разум — одна из форм сознания, самосознающий рассудок, направленный на самого себя и понятийное содержание своего знания (Кант, Гегель). Разум выражает себя в принципах, идеях и идеалах. Разум следует отличать от других форм сознания — созерцания, рассудка, самосознания и духа. Если рассудок как мыслящее сознание направлено на мир и главным своим принципом принимает непротиворечивость знания, равенство себе в мышлении, то разум как рассудок, сознающий себя, соотносит не только разное содержание между собой, но и самого себя с этим содержанием. В силу этого, разум может удерживать противоречия. Гегель считал, что только разум достигает, наконец, истинного выражения истины как конкретного, то есть включающее в своё единство противоположные характеристики.

## Разум и язык
Действие разума, как осмысления всеобщего, теснейшим образом связано с человеческой речью (языком), которая закрепляет за одним знаком неопределённое множество действительных и возможных (прошедших, настоящих и будущих) явлений, подобных или однородных между собой. Если рассматривать языковой знак в его целости, нераздельно с тем, что им выражается, то можно признать, что действительная сущность разумного мышления выражается в словах, из которых рассудочный анализ выделяет его различные формы, элементы и законы (см. Философия).
Подходя к вопросу о возможности невербального мышления Брауэр показал, что математика — автономный, находящий основание в себе самом вид деятельности, не зависящий от языка и что идеи математики уходят в разум куда глубже, чем в язык, не завися от словесного восприятия. Естественный язык способен, по Брауэру, создать лишь копию идей, соотносимую с ней самой, как фотография с пейзажем.

## Разум и божество
В древности разум традиционно связывался с благом и божеством. После того, как Аристотель (определивший Божество как самомышление — τής νοήσεως νοήσις) и стоики (учившие о мировом разуме) признали за разумным мышлением абсолютную ценность, скептическая реакция разрешилась[уточнить] в неоплатонизме, ставившем Разум и умственную деятельность на второй план и признававшем высшее значение со стороны объективной — за сверхразумным Благом или безразличным Единством, а со стороны субъекта — за умоисступлённым восторгом (έχστασις). Христианская традиция не связывает разум с божеством, требуя для приближения к божеству не разума, но избежания греха, определённое и умеренное выражение такая точка зрения получила в общепризнанном средневековом различении (схоластика) между разумом как светом естественным (lux naturae) и высшим божественным, или благодатным, просвещением (illummatio divina s. lux gratiae). В то же время Климент Александрийский, Василий Великий, Григорий Нисский и другие представители патристики учили, что образ Божий заключается в разумности человека.
С точки зрения Владимира Соловьёва, «когда это различение переходит в прямое и враждебное противоположение (как это бывало и в средние века, и в раннем лютеранстве, и во многих позднейших сектах), оно становится логически нелепым, потому что божественное просвещение для принимающих его дано в действительных душевных состояниях, наполняющих сознание определённым содержанием, тогда как разум (вопреки Гегелю) не есть источник действительного содержания для нашего мышления, а даёт лишь общую форму для всякого возможного содержания, какова бы ни была его существенная ценность. Поэтому противополагать высшее просвещение разуму, как чему-то ложному, так же бессмысленно, как противополагать высший сорт вина сосуду вообще».

## Разум и опыт
В некоторых философских течениях XIX века разум противопоставлялся естественному опыту, или эмпирии. Существовало и обратное стремление — выводить разум или саму идею всеобщности из единичных фактов опыта (см. Эмпиризм).

## Разум и мозг
Мозг определяется как физическая и биологическая материя, содержащаяся в пределах черепа и ответственная за основные электрохимические нейронные процессы. С точки зрения современной науки, мозг представляет собой сложнейшую нейронную сеть, производящую и обрабатывающую огромное количество логически связанных электрохимических импульсов, а внутренний мир человека, в том числе его разум, является продуктом этой работы.
В современном научном сообществе точка зрения о том, что разум есть продукт работы мозга, является главенствующей. Так же считают сторонники искусственного интеллекта, высказываются также мысли, что разум компьютероподобен, алгоритмичен. Точки зрения — порождаемость разума мозгом и компьютероподобие разума — не обязательно сопутствуют друг другу.
К параметрам, формирующим отличительные особенности разума относят:
- объём рабочей памяти, способность к прогнозированию, орудийной деятельности, логике[15],
- многоуровневую (6 слоёв нейронов) иерархию системного отбора ценной информации[16],
- сознание[17],
- память[18].

Существуют различные мнения по поводу взаимопроникновения мозга и таких понятий, как сознание, ум, разум, рассудок, дух, душа, память, некоторые даже предполагают, что разум существует в некотором роде независимо от мозга или имеет отношение к парафеноменам.
В философии сознания различаются понятия разум и мозг, и существует «психофизическая проблема», главным предметом которой становится вопрос о соотношении ментальных состояний (мыслей, желаний, чувств и т. п.) и физических состояний мозга.

## Разум у животных
Вопрос наличия разума у животных остаётся спорным в кругах учёных, но в целом многие сходятся во мнении, что определёнными формами разума и зачатками самосознания обладают некоторые высшие млекопитающие, такие как шимпанзе и дельфины. Также животные обладают интеллектом (по крайней мере практическим и социальным), высокоразвитыми инстинктами и другими адаптивными способностями.